# Музей польской авиации
Музей Польской Авиации (пол. Muzeum Lotnictwa Polskiego w Krakowie) — музей истории развития авиационных технологий. Зарегистрирован в Государственном реестре музеев.

## История
Музей основан в 1964 году в Кракове на месте бывшего аэродрома «Краков-Раковице-Чижины», одного из старейших в Европе аэродромов. Является крупнейшим авиационным музеем Польши, насчитывая в своей экспозиции более 150 самолётов, планёров и вертолётов, также в неё входит огромная коллекция двигателей. Некоторые экспонаты музея являются единственными в мире.

## Экспозиция

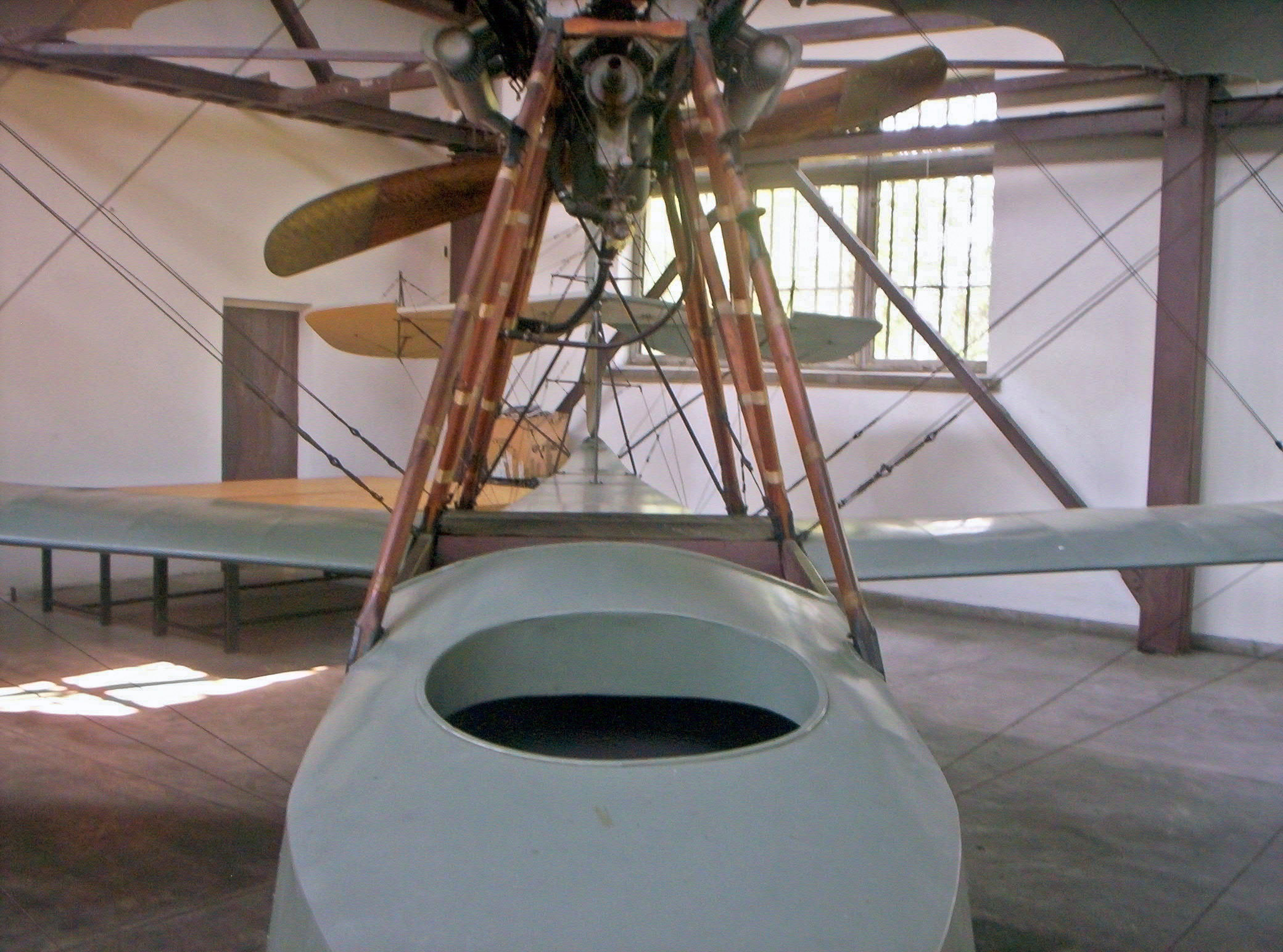
Григорович M-15

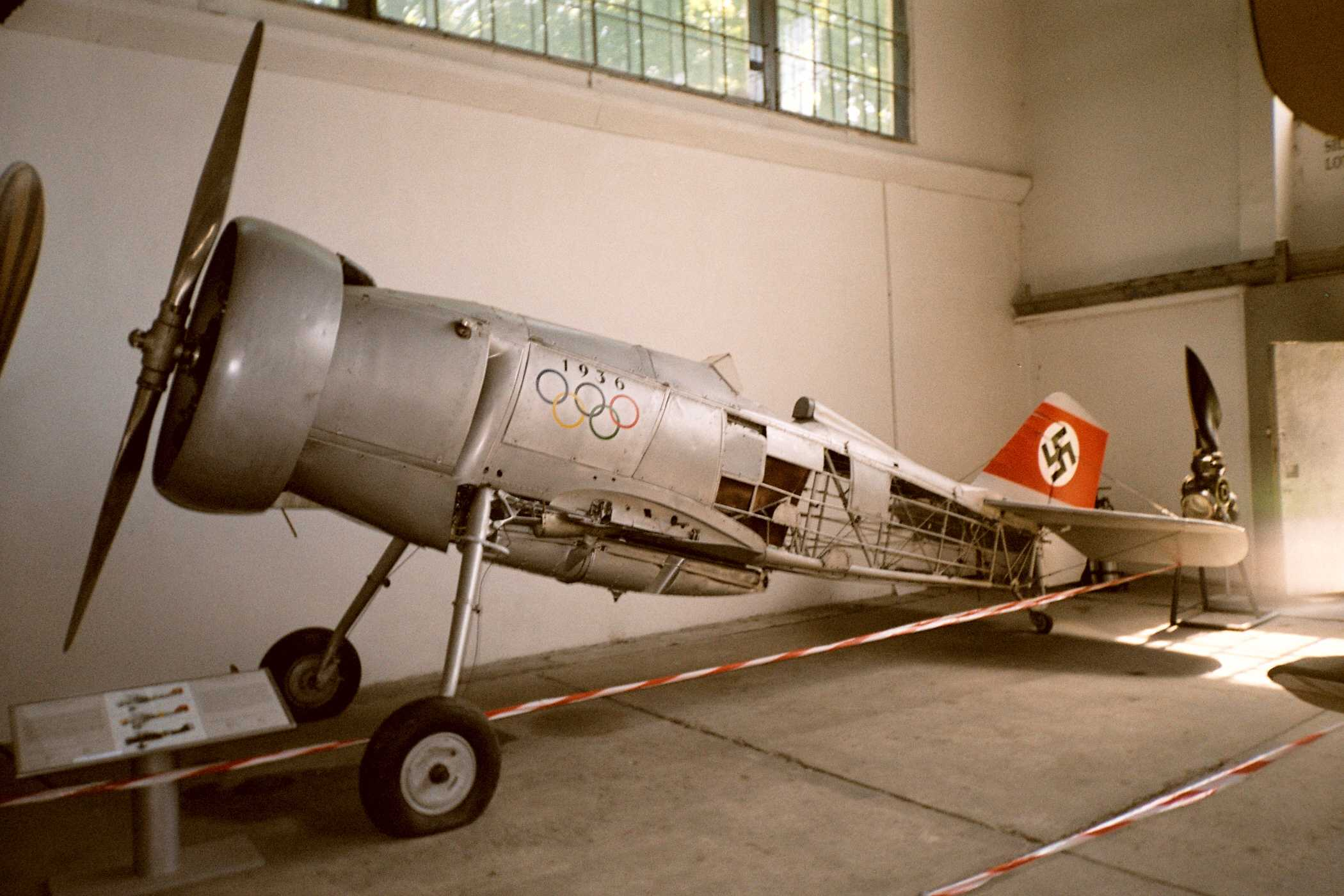
Curtiss Export Hawk II

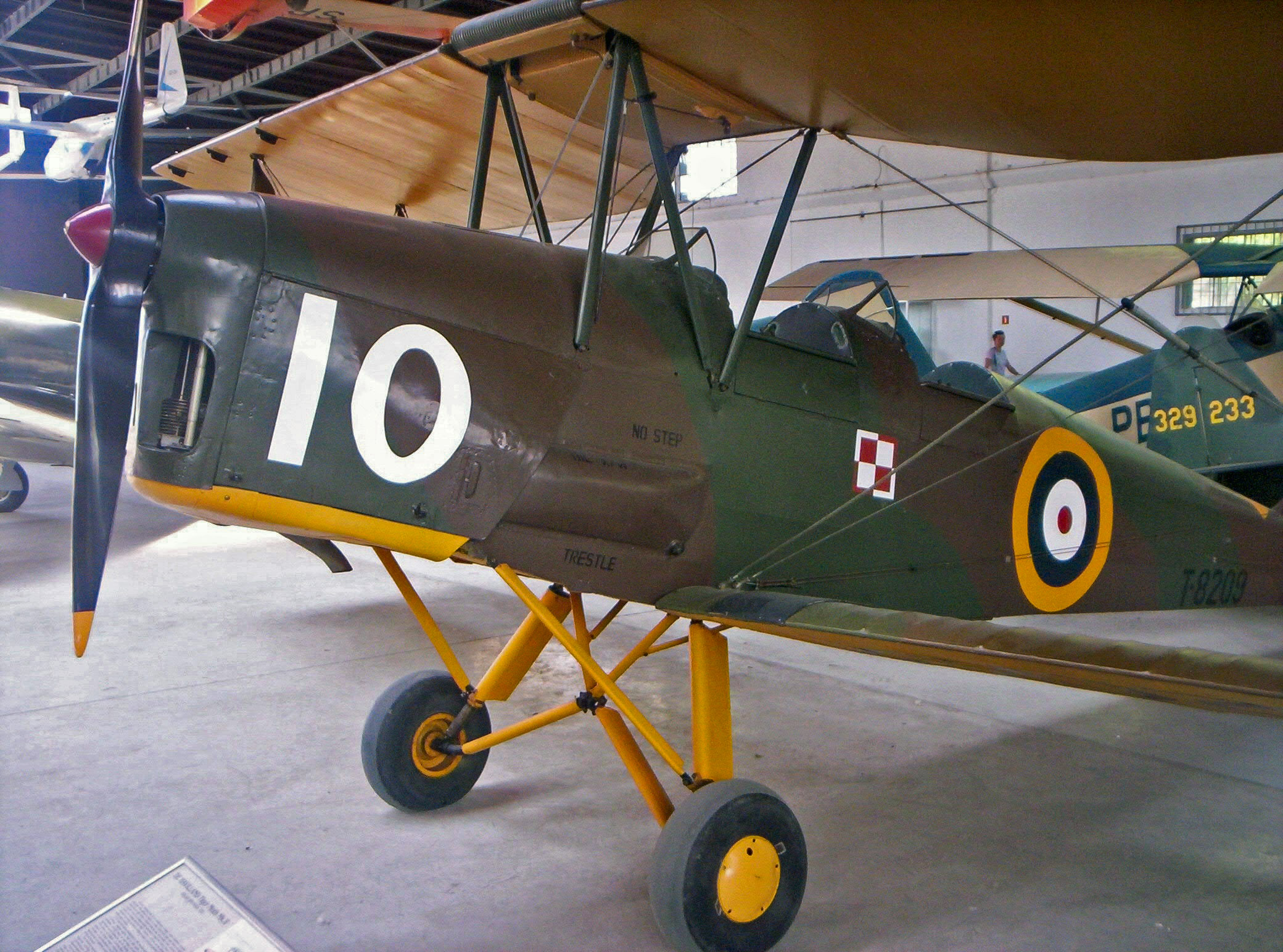
De Havilland 82A Tiger Moth II

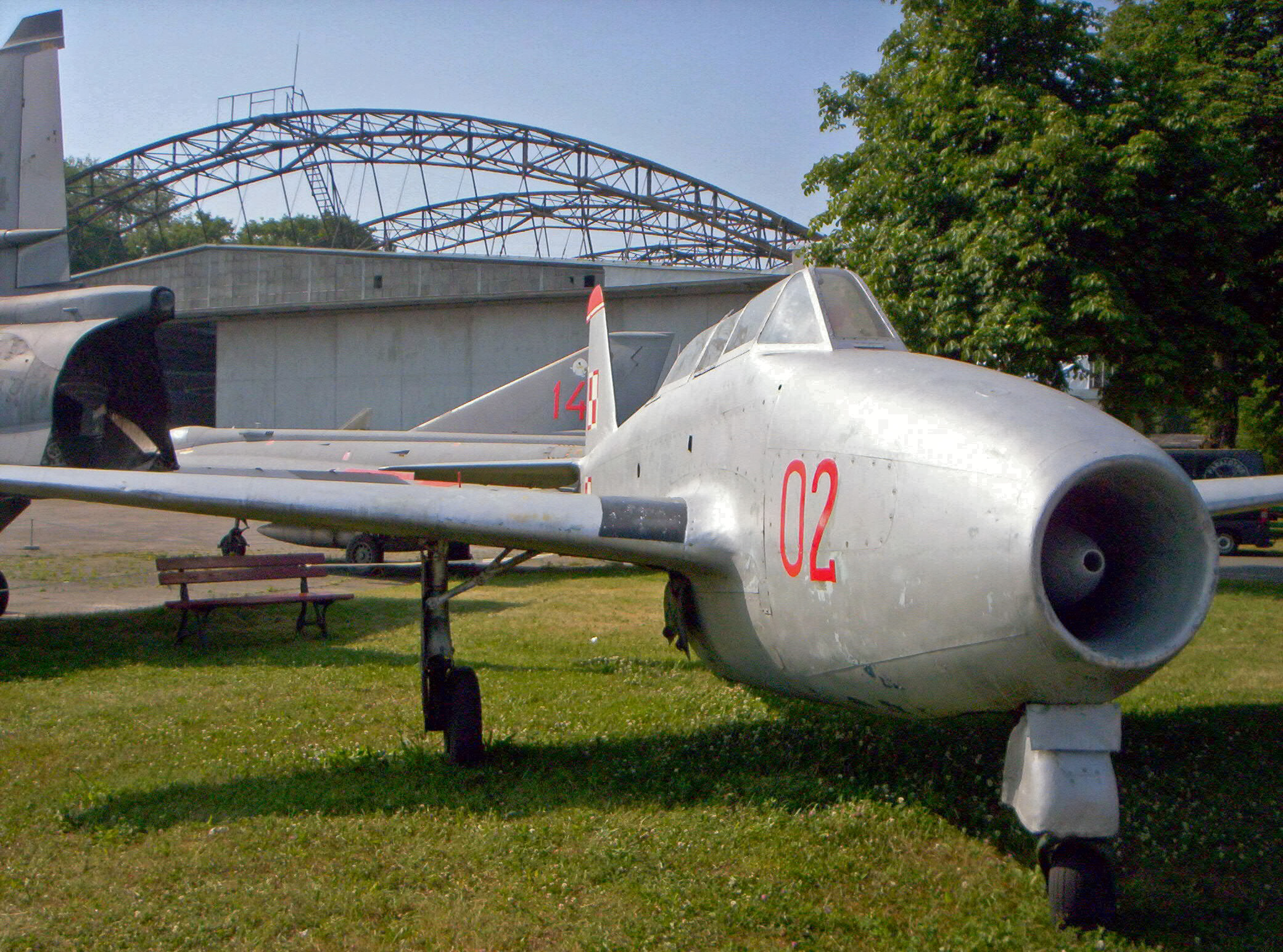
Як-17UTI

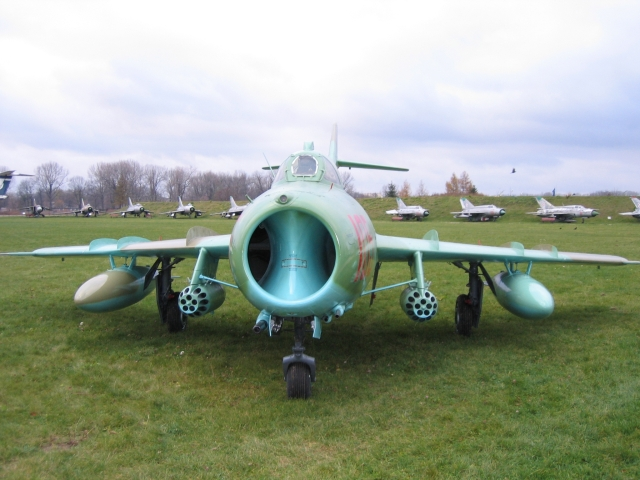
Lim-6bis

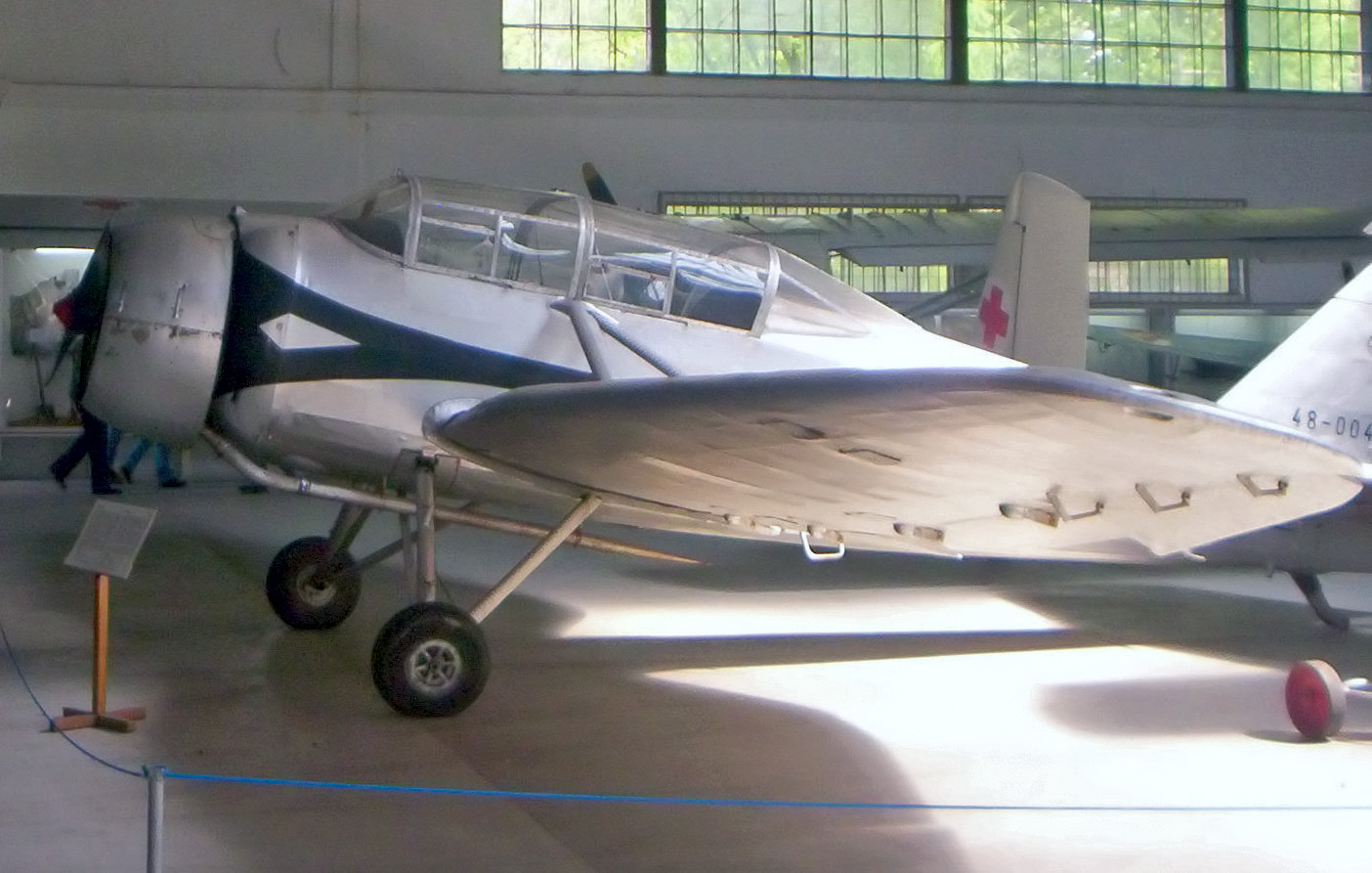
LWD Szpak-4T

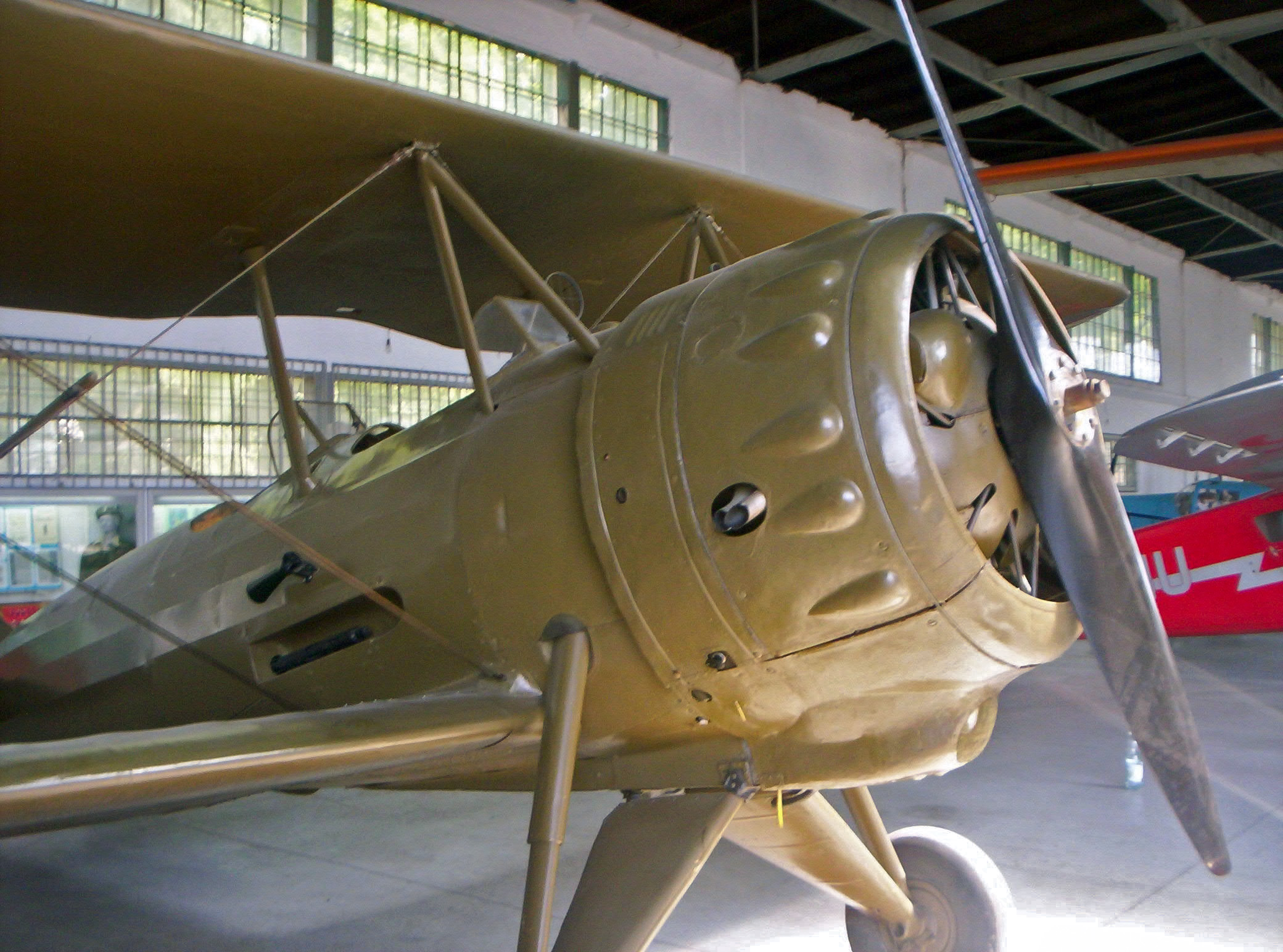
PWS-26

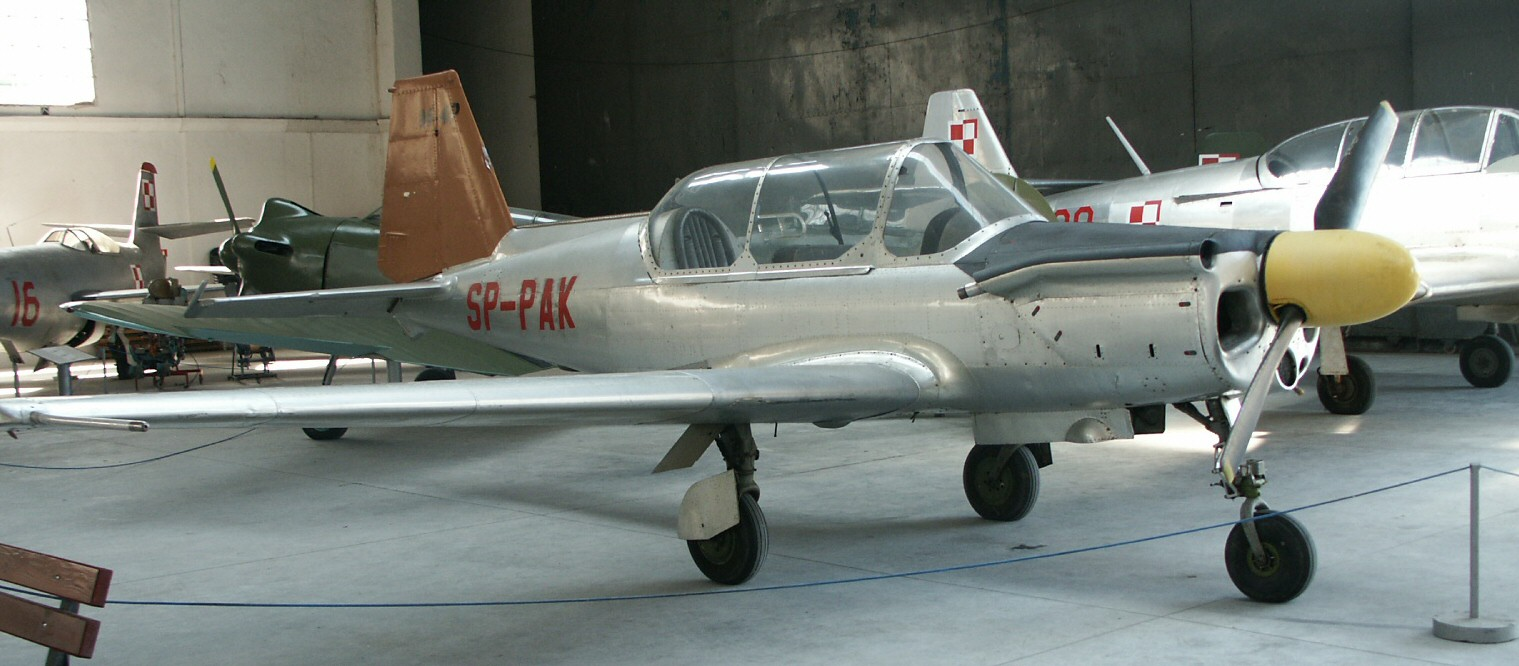
PZL M-4 Tarpan

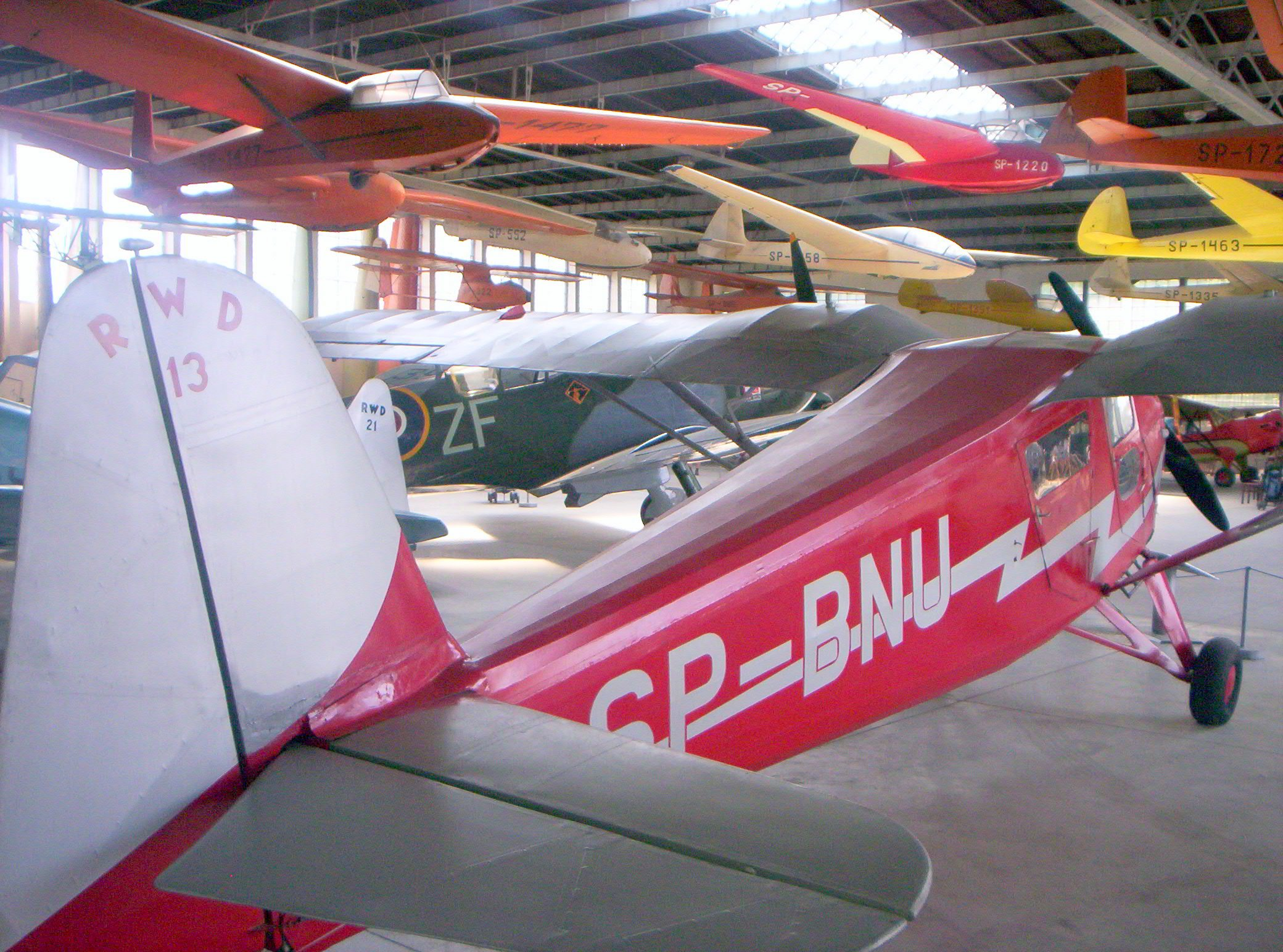
RWD-13

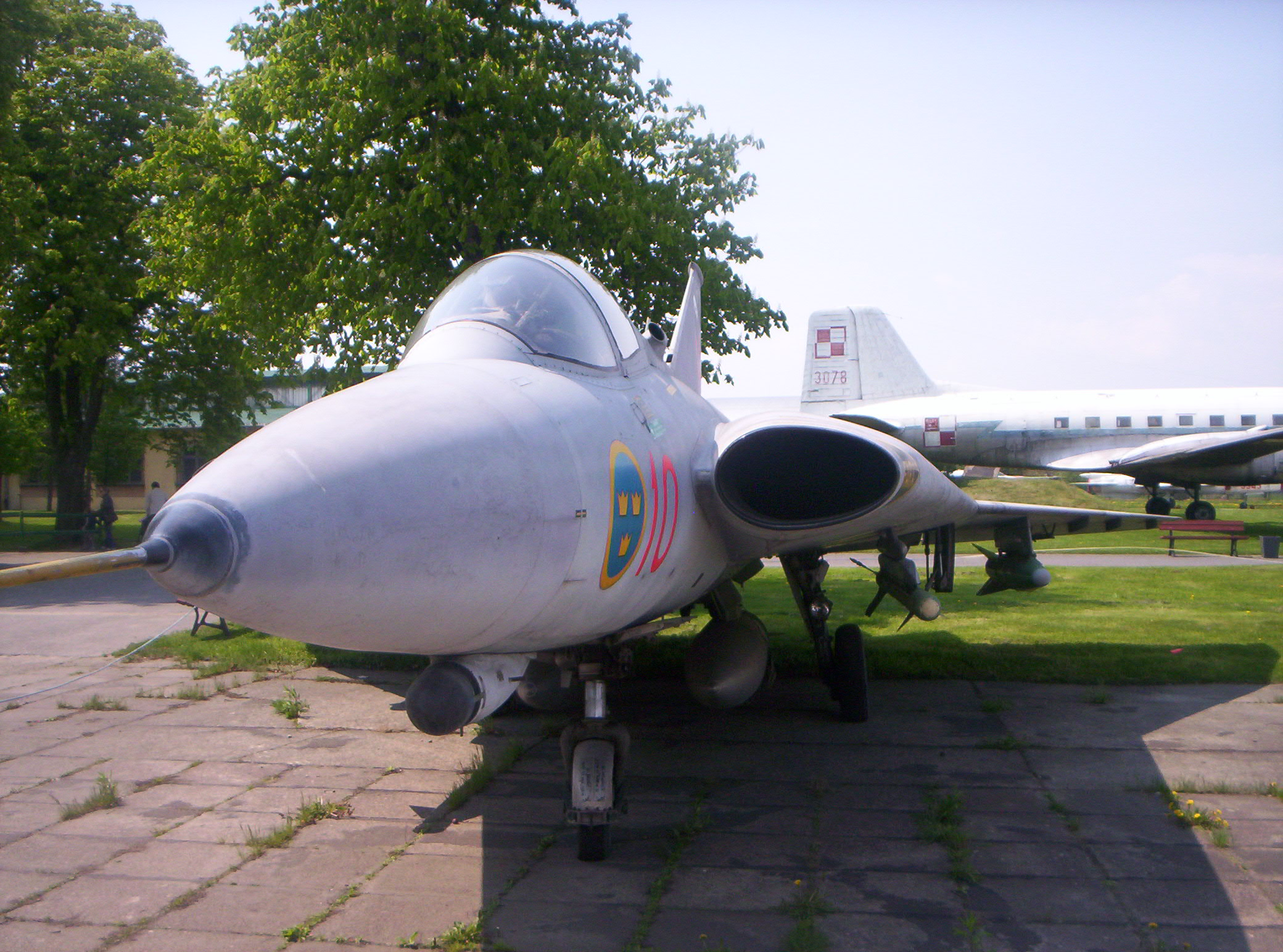
SAAB J 35J Draken

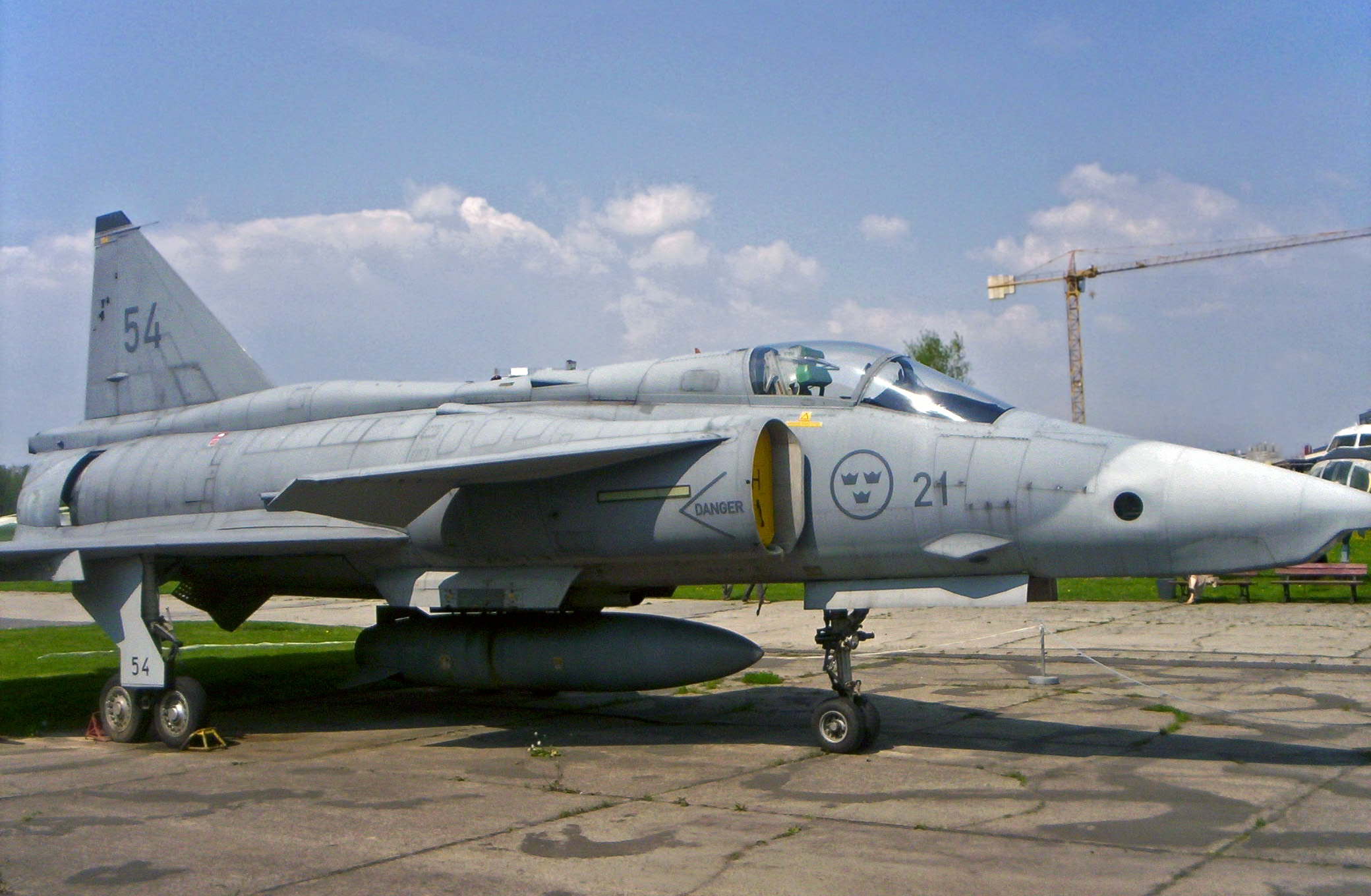
SAAB AJSF 37 Viggen

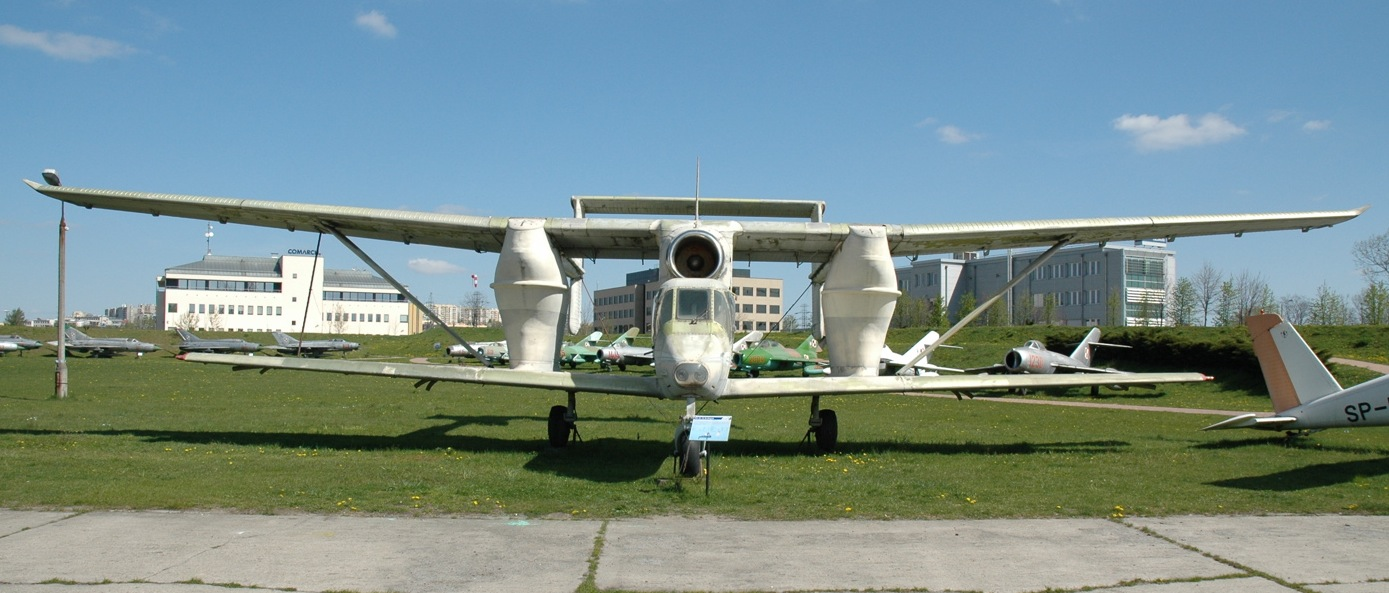
WSK-Mielec M-15 (Belphegor)

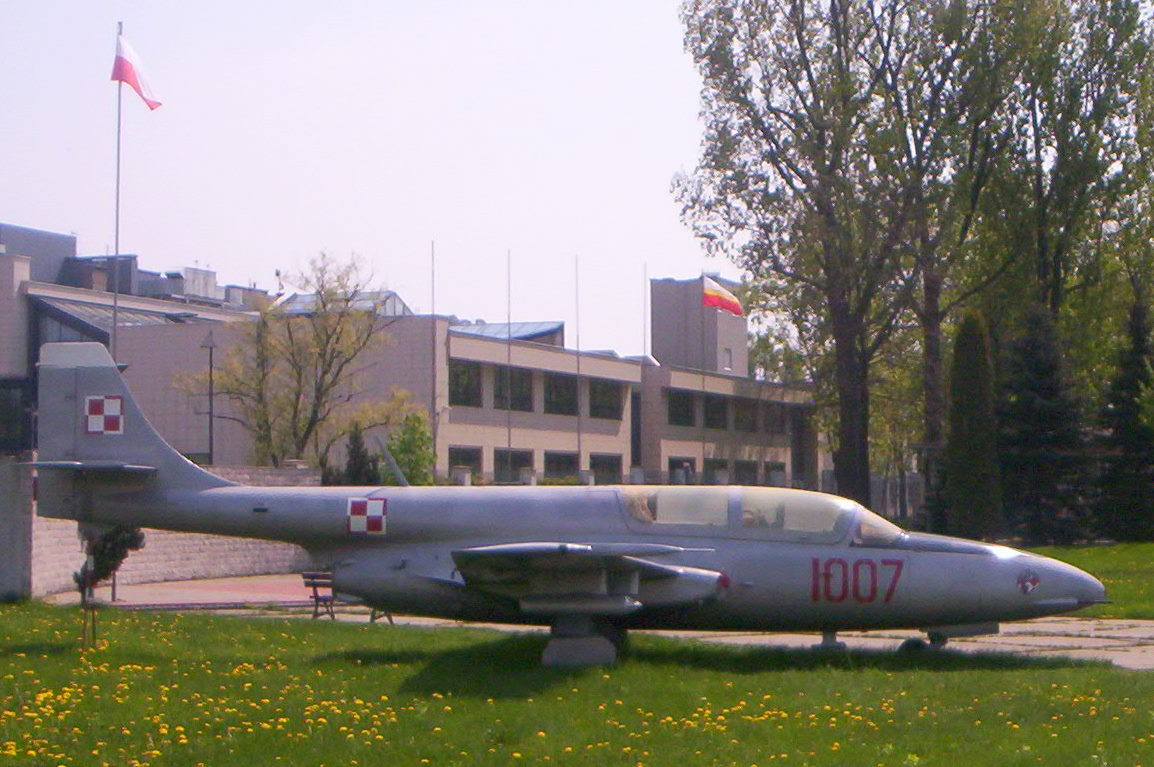
TS-11 Iskra

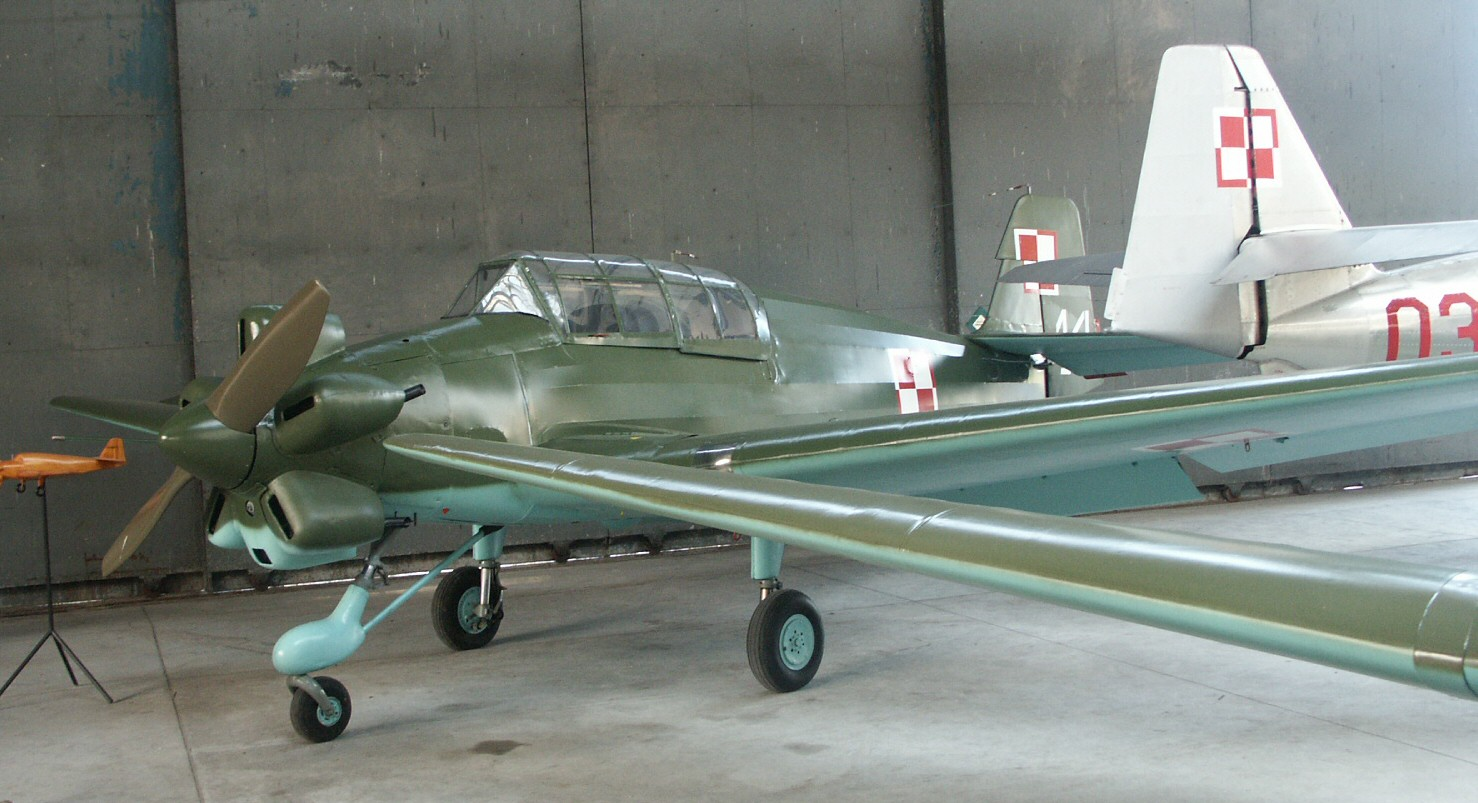
WSK TS-9 Junak 3

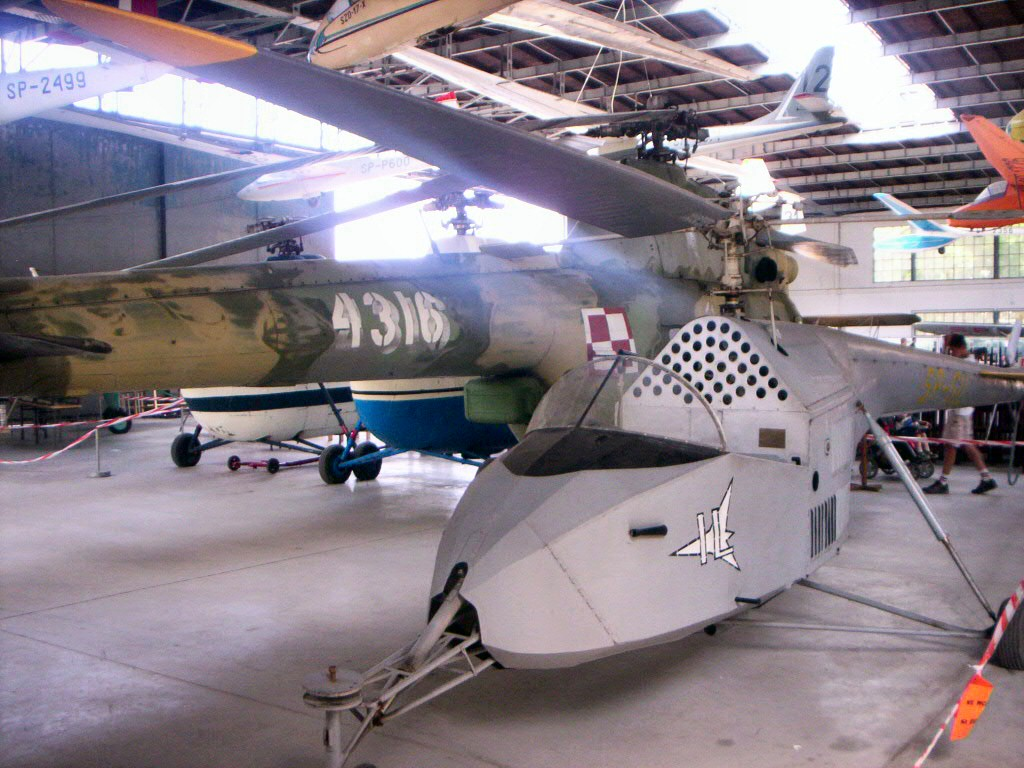
BŻ-1 GIL (SP-GIL)

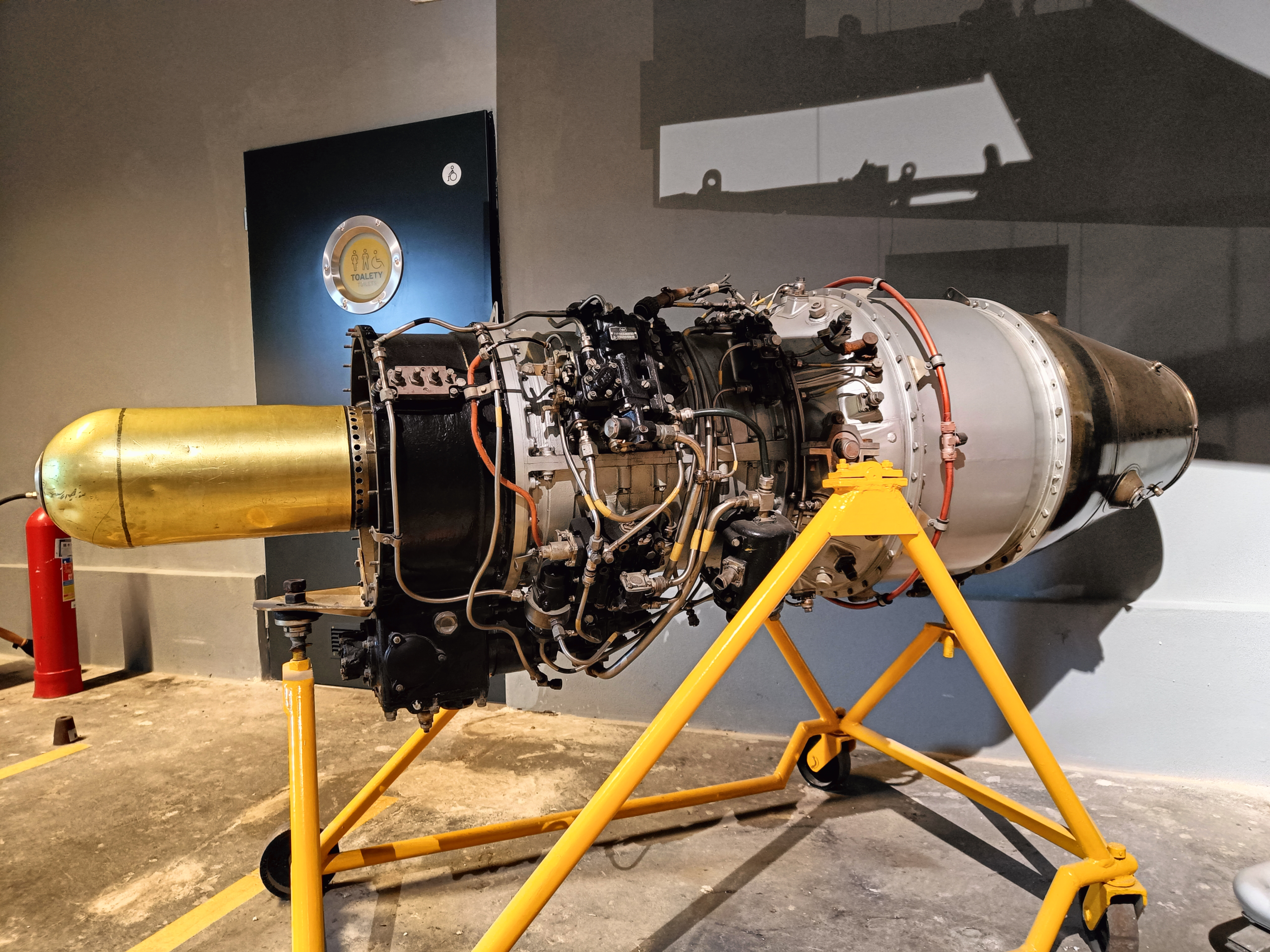
SO-1

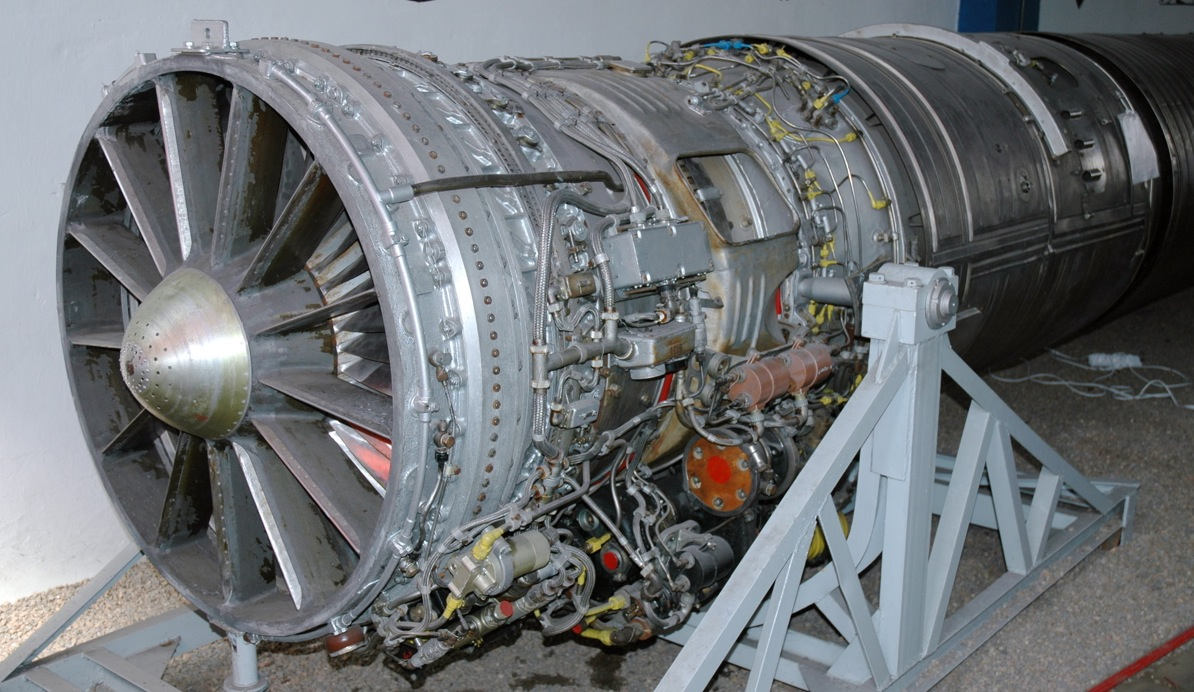
АЛ-7 (двигатель)

### Самолёты
- AEG Wagner Eule
- Aeritalia F-104S Starfighter
- Aero Ae-145
- Aero L-29 Delfin
- Aero L-60 Brigadýr
- Albatros B.II
- Albatros C.I
- Albatros H.1
- Avia B.33 (Ильюшин Ил-10 чехословацкой постройки)
- Aviatik C.III
- Blériot XI (копия)
- Bücker Bü 131B Jungmann
- Cessna A-37B Dragonfly
- Cessna UC-78A Bobcat
- Curtiss Export Hawk II
- Dassault Mirage 5
- De Havilland 82A Tiger Moth II
- DFW C.V
- Farman IV (реплика)
- Григорович M-15
- Halberstadt CL.II
- Ил-14С (ВЕБ)
- Ил-28Р
- Ил-28У
- Як-11
- Як-12
- Як-17УТИ (Як-17В)
- Як-18
- Як-23
- Як-40
- Як-42
- Let L-200 Morava
- Levavasseur Antoinette
- LFG Roland D.VI
- Лисунов Ли-2
- LVG B.II
- LWD Szpak-2
- LWD Żuraw
- MAK — 30
- МиГ-19ПМ
- МиГ-21Ф-13
- МиГ-21МФ
- МиГ-21бис
- МиГ-21ПФ
- МиГ-21ПФМ
- МиГ-21Р
- МиГ-21У
- МиГ-21УМ
- МиГ-21УС
- МиГ-23МФ
- МиГ-29
- North American T-6G Texan
- Northrop F-5E Tiger II
- Piper L-4A Grasshopper
- Поликарпов У-2 ЛНБ
- PWS-26
- Мелец М-15 Белфегор
- PZL M-4 Tarpan
- PZL P.11c
- PZL S-4 Kania 3
- PZL Szpak 4T
- PZL-104 Wilga
- PZL-105 Flaming
- PZL-106A Kruk
- PZL-130 Orlik
- RWD-13
- RWD-21
- Saab J 35J Draken
- Saab 37 Viggen
- Sopwith F.1 Camel
- Су-7БКЛ
- Су-7БМ
- Су-7УМ
- Су-20
- Су-22М4
- Supermarine Spitfire LF Mk XVIE
- Туполев Ту-134А
- Туполев Ту-2С
- WSK Lim-1 (МиГ-15)
- WSK Lim-2 (МиГ-15)
- WSK Lim-5 (МиГ-17)
- WSK Lim-6bis
- WSK Lim-6M
- WSK Lim-6MR
- WSK MD-12F
- WSK SB Lim-2
- WSK SB Lim-2A
- TS-11 Iskra bis B
- TS-8 Bies
- WSK TS-9 Junak 3
- Zlin Z-26 Trener

### Планёры
- IS-1 Sęp bis
- IS-3 ABC
- IS-4 Jastrząb
- IS-A Salamandra
- IS-B Komar 49
- IS-C Żuraw
- S-1 Swift
- SZD-6X Nietoperz
- SZD-8 bis Jaskółka
- SZD-9 bis Bocian 1A
- SZD-10 bis Czapla
- SZD-12 Mucha 100
- SZD-15 Sroka
- SZD-17X Jaskółka L
- SZD-18 Czajka
- SZD-19-2A Zefir 2A
- SZD-21 Kobuz 3
- SZD-22 Mucha Standard
- SZD-25A Lis
- SZD-43 Orion
- WWS Wrona bis
- WWS-2 Żaba

### Мотопланер
- HWL Pegaz (SP-590)

### Вертолёты
- BŻ-1 GIL
- BŻ-4 Żuk
- JK-1 Trzmiel
- Миль Ми-4 A
- Миль Ми-4 ME
- WSK Mi-2 URP
- WSK Mi-2Ch
- WSK SM-1 (licence Mil Mi-1)
- WSK SM-2

### Двигатели
| - АИ-14Р - AI-24WT - Alfa Romeo 126 RC 34 - Argus As 10c - Argus As 410 - Argus As 5 - Argus As 7 - Argus As 8 - Armstrong Siddeley Genet - Austro-Daimler DM 200 - Avia M-332 - Avia M-337 - Benz Bz.IVd - BMW 132 Z - BMW 801 D2 - BMW IIIa - Bramo 323 Fafnir - Breda (lic. SPA 6a) - Bristol Cherub I - Bristol Pegasus X - Clerget Blin 9B - Daimler-Benz DB 600 G - Farman 12 WE - Farman 9 EFR - Gnome-Rhône 9KRd Mistral - Gnome-Rhône 9Ab Jupiter - GTD-350 - Hirth HM 504A - Hirth HM 508 - Hirth HM 60R - Hispano-Suiza 12X - Hispano-Suiza 82 - Isotta Fraschini Bianchi V 4B - Junkers Jumo 205 - Junkers Jumo 211 - Junkers L 8 - Klimow M-103 - М-105 ПФ - Le Rhône 9 - Liberty L-12 - LIT-3 (lic. Ivchenko AI-26) - Lorraine-Dietrich 12Eb - АЛ-7 - Maybach HSLU - Maybach Mb.IV - Mercedes Benz F-7502 - Mercedes D.IIIa - Mercedes D.IVa | - Mercedes D IVb - Mercedes E 4F - Mikulin AM-34 - Mikulin AM-35A - Mikulin M-42 - Mikulin AM-38F - NAG C III - Praga Doris 208B - Pratt & Whitney Twin Wasp - PZInż. Junior - PZInż. Major Typ 4 - PZL Pegaz II - PZL Pegaz VIII - PZL WN-3 - К-11 - R-13 - R-27 - RAF 3A Napier - RAF 4A Daimler - RD-10A - РД-500 - RD-9B - Renault 12FE - Renault 6Q11 - Rolls-Royce Eagle Mk IX - Rolls-Royce Kestrel II S - Rolls-Royce Merlin Mk XX - 9D21 - R-11 (SCUD) - Salmson 9 AD - Salmson Z-9 - Siemens-Halske Sh 14 - Wójcicki’s ramjet engine - Sunbeam Mohawk - Швецов АШ-21 - АШ-62 ИР - АШ-82 ФН - М-11 Д - М-11 ФР - Walter HWK 109—501 - Walter HWK 109—507 - Walter Minor 4-III - Walter Mistral K-14 - Wright R-2600-23 Cyclone 14 - Wright Whirlwind R-975 - WSK Lis-2 - WSK NP-1 - WSK SO-1 |